# PostFinance
Postfinance, stylisé PostFinance, est l'organisme financier de la Poste Suisse. Elle est active dans les secteurs des clients privés et des clients professionnels et fait partie des plus grandes institutions financières suisses. Son domaine d'activité principal est le trafic national des paiements et le trafic international des paiements. En outre, elle propose des produits et des services dans les domaines de l'épargne, de l'investissement, de la prévoyance, du financement immobilier et des investissements numériques. 
Depuis fin juin 2013, Postfinance détient une licence bancaire et est sous la supervision de la FINMA (Autorité fédérale de surveillance des marchés financiers). 
En 2015, Postfinance a été classée par la Banque nationale suisse comme « d'importance systémique » au niveau national et doit respecter des règles spécifiques en matière de fonds propres et de liquidités, ainsi que présenter un plan d'urgence.

## Histoire

### Du «service des chèques postaux» à l'établissement financier
Au début du XXe siècle, le commerce fonctionnait en Suisse selon le principe « marchandises contre espèces ». L’approvisionnement de la population en argent liquide était assuré par des transports de fonds et des coursiers.
Les besoins d’argent liquide ne cessant de croître, l’approvisionnement de l’économie en espèces ne suffisait plus. Le conseiller national et banquier bâlois Carl Koechlin déposa par conséquent une motion qui demandait l’institution d’un service des paiements fonctionnant sur tout le territoire de la Suisse.
C’est ainsi qu’est né le 1er janvier 1906 le « service des chèques et des virements postaux » qui faisait partie intégrante de La Poste Suisse.

### Dates clés
- 1906 : Début du trafic des paiements à la Poste[6]
- 1978 : Mise en service des cinq premiers Postomat
- 1991 : Lancement de la Postfinance Card, plus communément appelée Postcard
- 1997 : Lancement des fonds de Postfinance Dans les années qui suivirent, Postfinance connut une forte croissance[7].
- 1998 : Lancement d'e-finance et des assurances-vie
- 2001 : Lancement d'e-trading
- 2003 : Lancement des hypothèques et du compte de prévoyance 3a
- 2004 : Nouveau modèle de prix pour clients privés et clients commerciaux
- 2009 : Lancement du paiement par mobile
- 2010 : Lancement de l'application mobile
- 2013 : Postfinance devient une SA. Dans ce cadre, Postfinance a également obtenu une licence bancaire et est surveillée par l'Autorité fédérale de surveillance des marchés financiers (FINMA). Parallèlement, l'obtention de la licence bancaire a signifié la suppression définitive de la garantie de l'État en 2017[8],[9],[10].
- 2018 : Postfinance est passée au noyau bancaire du prestataire indien Tata Consultancy Services pendant le week-end de Pâques 2018. Pour les entreprises clientes, ce changement a impliqué une adaptation du trafic des paiements à un nouveau format de données pour l'échange de données de paiement selon la norme ISO 20022[11].
- 2021 : Le Conseil fédéral suisse annonce qu'il vise la privatisation de Postfinance afin de faciliter son entrée sur le marché du crédit et des hypothèques[12] Plusieurs commissions ont toutefois rejeté le projet de loi du Conseil fédéral[13], ce qui fait que la privatisation n'aura pas lieu pour le moment[14].
- 2022 : Les machines de dépôt d'argent ont été supprimées[15],[16]. Les traditionnels GABs, qui ont été introduits sous le nom de Postomat en 1978, ont également été réduits. À la fin de 2019, Postfinance exploitait encore 975 guichets automatiques, mais ce chiffre est tombé à 892 fin septembre 2021[17].

## Structure de l'entreprise
Postfinance AG appartient à 100 % à la Poste suisse. Au sein du groupe Post, Postfinance occupe une position importante et contribue de manière significative au produit d'exploitation total de la Poste. Le total du bilan à la fin de l'année 2023 s'élevait à environ 102 milliards de CHF, et le bénéfice net (EBIT) pour l'année 2023 était d'environ 164 millions de CHF. En 2023, Postfinance a pris en charge environ 2,5 millions de personnes et comptait un effectif de 3'340 postes à plein temps, avec un nombre total moyen d'employés de 3'757 personnes. Depuis fin juin 2013, Postfinance détient une licence bancaire et est supervisée par l'Autorité fédérale de surveillance des marchés financiers (FINMA). À cette fin, elle a été transformée en une société anonyme de droit privé, détenue par la Poste suisse. Postfinance est membre du Swiss Payments Council.
Avec la fin de la garantie étatique précédente, depuis le 1er octobre 2017, un fonds de garantie s'applique à Postfinance, comme pour les autres banques, pour les dépôts d'épargne. Si l'institut en faillite dispose de suffisamment de liquidités, les dépôts dans les agences nationales et internationales seront immédiatement remboursées, jusqu'à un montant maximal de 100'000 CHF par client. En outre, il existe la garantie de l'association Esisuisse, qui couvre jusqu'à un total de 6 milliards de CHF pour tous les établissements participants.
Postfinance entretient diverses participations dans des entreprises et des coopérations. Par exemple, elle détient une participation de 26,666 % dans Twint et dans SIX Group,,. En 2021, Postfinance a lancé la néo-banque Yuh en coentreprise avec Swissquote,.

### Direction
Postfinance est dirigée par un conseil d'administration, qui constitue l'organe de gouvernance suprême, et un comité exécutif, nommé par le conseil d'administration et responsable des affaires opérationnelles. Le conseil d'administration et le comité exécutif comptent chacun sept membres à partir de 2024,.
Depuis le 1er juillet 2024, Beat Röthlisberger, anciennement directeur général adjoint de la Banque cantonale de Bâle-Campagne, est le président du comité exécutif de Postfinance,. Ses prédécesseurs à ce poste sont Urs W. Wepf (jusqu'à la fin de 2002), Jürg Bucher (de 2003 jusqu'à la fin de 2011), Hansruedi Köng (de 2012 jusqu'à février 2024) et Kurt Fuchs (intérim, de mars à juin 2024).

### Données de l'entreprise
|                                                                  | 2003  | 2004  | 2005  | 2006  | 2007  | 2008  | 2009  | 2010  | 2011  | 2012  | 2013  | 2015    | 2016    | 2017    | 2018    | 2019    | 2020    | 2021    | 2022  | 2023  |
| ---------------------------------------------------------------- | ----- | ----- | ----- | ----- | ----- | ----- | ----- | ----- | ----- | ----- | ----- | ------- | ------- | ------- | ------- | ------- | ------- | ------- | ----- | ----- |
| Total du bilan (en milliards de CHF)                             | 43,1  | 44,2  | 47,3  | 52,1  | 56,2  | 67,2  | 80,3  | 89,3  | 104   | 115   | 115   | 114,5   | 119,5   | 120,8   | 118,2   | 125,7   | 117,2   | 121,7   | 114,4 | 102,3 |
| Dépôts/fortunes de la clientèle (en milliards de CHF)            | 32,8  | 35,7  | 38,2  | 40,6  | 43,7  | 58    | 75    | 84    | 95    | 103   | 108   | 114,9   | 119,4   | 119,8   | 118,9   | 119,7   | 123,7   | 110,7   | 104,6 | 104,1 |
| dont sous forme de dépôts et de placements (en milliards de CHF) | 7,6   | 9,7   | 11,2  | 13,1  | 14,7  | 17,7  | 23,9  | 29,3  | 33    | 37    | 38    | inconnu | inconnu | inconnu | inconnu | inconnu | inconnu | inconnu | 15,9  | 17,7  |
| Bénéfice net (BAII, en millions de CHF)                          | 243   | 278   | 312   | 246   | 318   | 229   | 441   | 571   | 591   | 625   | 719   | 575     | 575     | 543     | 229     | 246     | 129     | 223     | 190   | 164   |
| Effectif du personnel (postes à plein temps; moyenne annuelle)   | 2 148 | 2 246 | 2 390 | 2 526 | 2 709 | 2 889 | 3 042 | 3 265 | 3 425 | 3 473 | 3 432 | 3 571   | 3 599   | 3 474   | 3 325   | 3 243   | 3 260   | 3 237   | 3 250 | 3 340 |
| Nombre de comptes clients (en milliers)                          | 2 746 | 2 879 | 3 008 | 3 154 | 3 335 | 3 646 | 3 881 | 4 079 | 4 211 | 4 520 | 4 628 | 4 835   | 4 845   | 4 809   | 4 503   | 4 401   | 4 286   | 4 037   | 3 918 | 3 877 |

### Base juridique
La base juridique des activités de la Poste et de Postfinance repose sur la loi sur la Poste suisse, l'ordonnance sur la Poste et la loi sur l'organisation de la Poste.

## Aperçu des produits

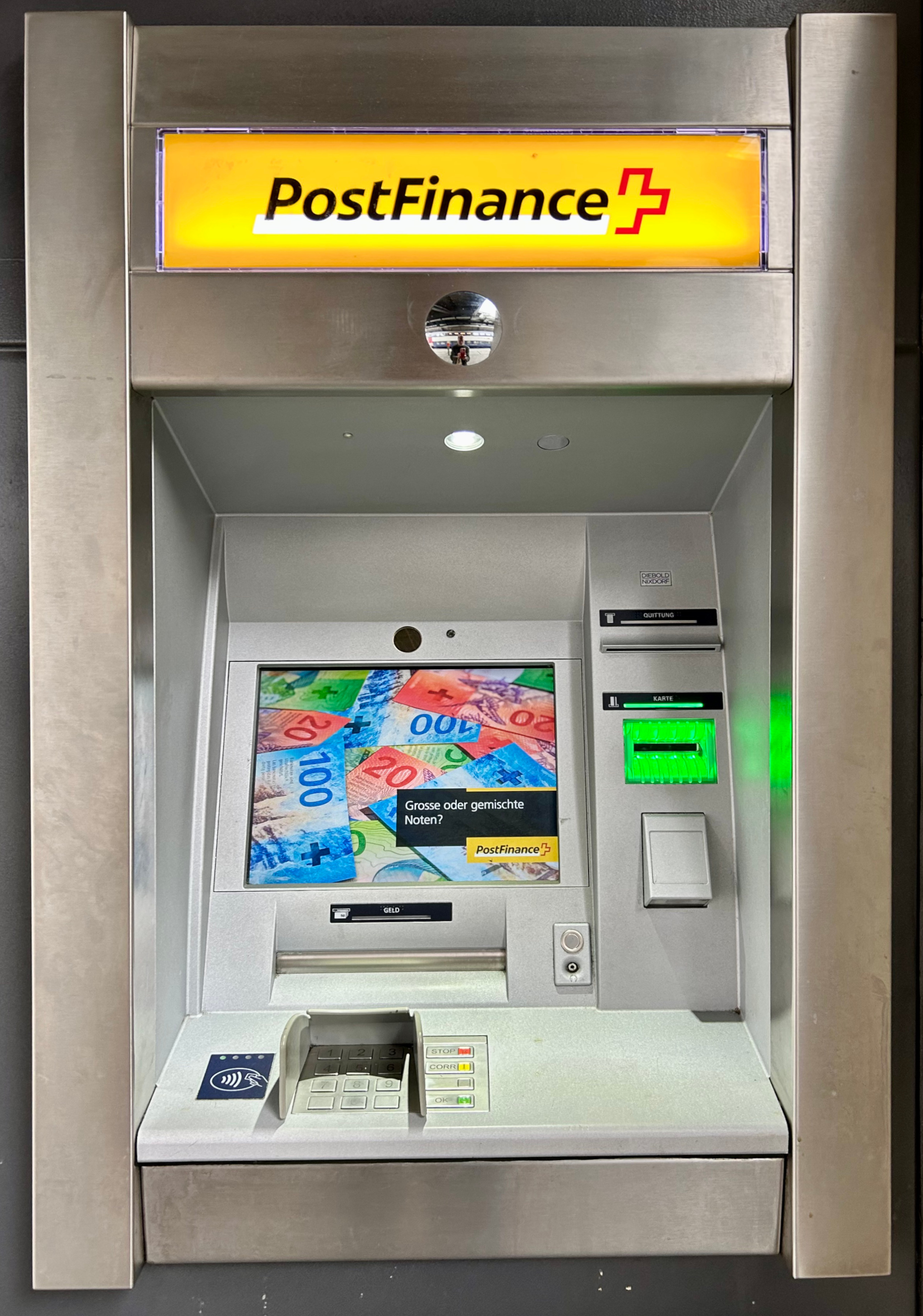
Postomat: Distributeur automatique de billets de Postfinance qui fonctionne, en plus de la Postfinance Card, avec d'autres cartes bancaires.

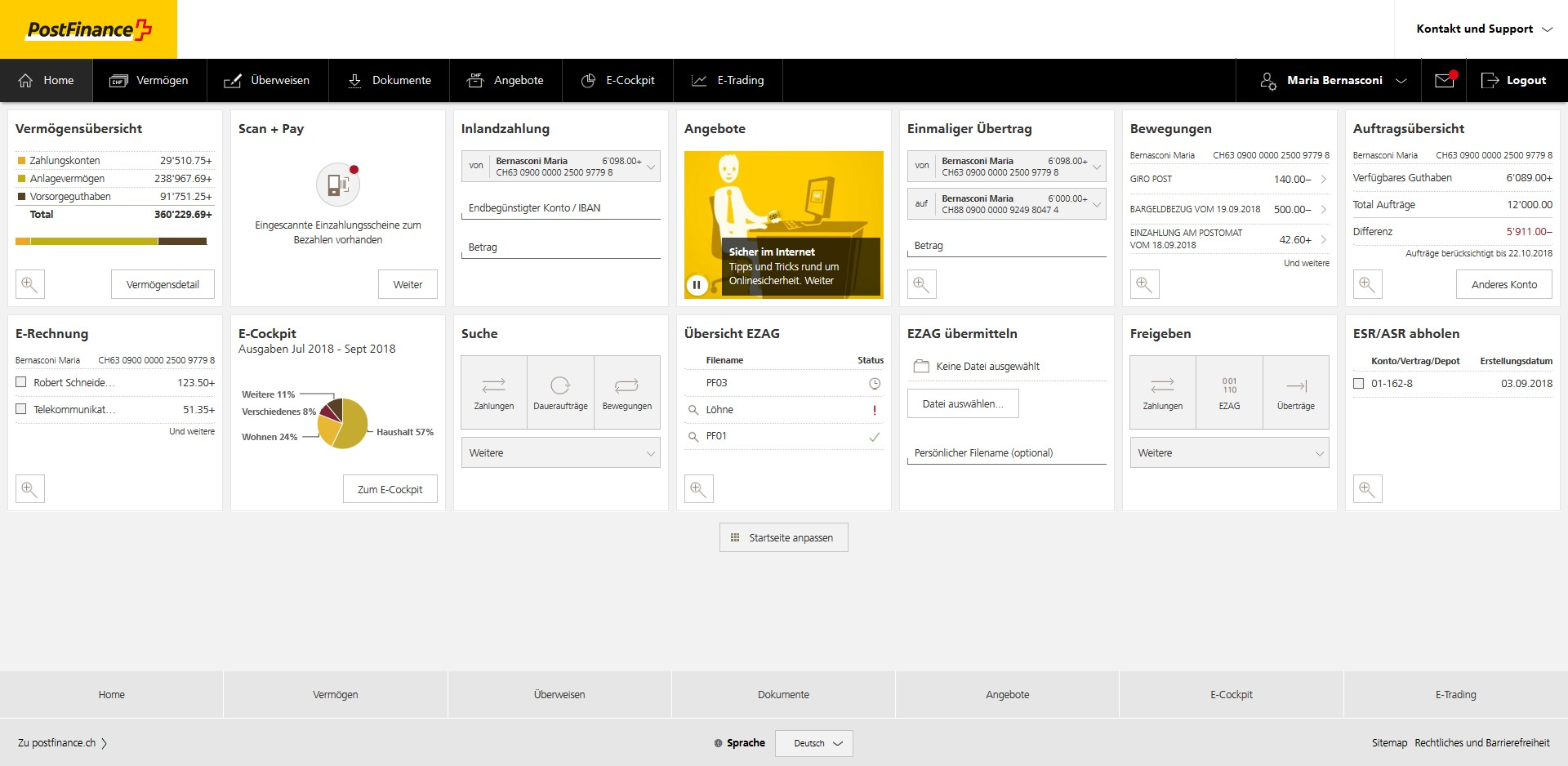
Interface utilisateur du service bancaire en ligne de Postfinance E-Finance (état 2018)

Postfinance propose toute une offre de prestations pour la clientèle privée et commerciale:
- Compte pour trafic de paiements en CHF et en monnaies étrangères
- Compte d'épargne en CHF et en monnaies étrangères
- Cartes de débit
- E-services (E-finance ; paiement par mobile ; application pour iPhone)
- Cartes de crédit
- Versement, virement, prélèvement
- Hypothèques (en sous-traitance)
- Prévoyance (en sous-traitance)
- Placements (fonds en sous-traitance)
- Trading (en sous-traitance)
- etc.

Postfinance possède des distributeurs automatiques d'argent dans toute la Suisse. Ces appareils, appelés Postomat, permettent généralement d'effectuer, en plus des fonctions standard de retraits d'argent, d'autres opérations comme le rechargement de crédits pour son téléphone mobile.

### Trafic des paiements
L'activité principale de Postfinance est le trafic des paiements national et international. En 2011, environ 900 millions de transactions par an étaient traitées par Postfinance.

### Épargne
Le domaine de l'épargne comprend l'offre de comptes privés (depuis juillet 2021 composée des packs bancaires Smart et SmartPlus,) et les différents services associés. Fin 2013, Postfinance avait 108 milliards de CHF de dépôts clients, dont 38 milliards de CHF sous forme de dépôts et d'investissements, tandis que la majeure partie se trouvait sous forme de crédits sur comptes privés et comptes d'épargne.

### Placements et investissements
Le domaine des investissements inclut des produits d'investissement propres et ceux proposés en collaboration avec d'autres banques. Les produits d'investissement propres incluent des obligations de caisse et des fonds stratégiques d'investissement. De plus, Postfinance propose également des fonds tiers provenant d'autres institutions financières. En collaboration avec Swissquote, Postfinance exploite une plateforme en ligne pour la négociation de valeurs mobilières (E-Trading). Swissquote sert de plateforme de trading pour Postfinance et exécute les ordres boursiers donnés par ses clients dans le cadre de l'E-Trading. Grâce à sa licence de négociant en valeurs mobilières, Postfinance est un négociant pour ses 60 000 clients E-Trading et est responsable de la gestion de leurs dépôts. En 2020, Postfinance a élargi son offre dans le domaine de l'investissement et a lancé quatre nouveaux produits d'investissement numériques. En février 2024, Postfinance a également commencé à offrir des services de trading et de garde de cryptomonnaie.

### Prévoyance et assurance
Dans le domaine de la prévoyance, Postfinance propose un compte de libre passage pour le 2e pilier, un compte de prévoyance dans le cadre du troisième pilier 3a ainsi que des options d'assurance vie en collaboration avec AXA Winterthur Leben. En 2022, Postfinance a annoncé qu'elle n'offrirait plus que des fonds de prévoyance 3a gérés activement. Cela a entraîné une augmentation des frais pour les clients.

### Financement
Le domaine du financement est le plus récent des quatre domaines d'activité de Postfinance. Depuis mai 2003, Postfinance propose des hypothèques en coopération avec différents partenaires. Étant donné que la loi sur l'organisation des postes lui interdit de concéder des prêts et des crédits directement, Postfinance coopère dans le domaine du financement avec la Münchener Hypothekenbank, la Valiant Bank et la Credit Exchange AG. Les crédits et hypothèques ne sont pas refinancés par Postfinance elle-même, mais par les trois partenaires, qui les enregistrent dans leurs bilans et assument le risque de crédit. En contrepartie, Postfinance paie à ses partenaires une prime de risque ou une commission de distribution. Dans le domaine du Crowdlending, Postfinance a conclu un partenariat en 2018 avec la Cembra Money Bank via sa filiale Lendico. En mai 2019, Lendico a été cédé à LEND et Postfinance a pris une participation dans l'entreprise.
En mai 2021, l'entreprise a annoncé qu'elle proposerait le « Postfinance Privatkredit » en coopération avec Bob Finance. Bob Finance est une filiale de l'entreprise commerciale Valora. Le prêt privé est proposé exclusivement en ligne aux particuliers ayant un emploi stable, une résidence en Suisse et un compte dans une banque suisse. Le prêt privé est disponible pour des montants allant de 1 000 à 80 000 CHF, avec une durée maximale de sept ans. Les clients âgés de 18 à 64 ans peuvent en faire la demande,.
En août 2024, Postfinance est devenue actionnaire de la plateforme hypothécaire Credit Exchange AG (CredEx) et a obtenu un siège au conseil d'administration de la société anonyme. Auparavant, Postfinance et Credit Exchange AG avaient établi un partenariat de distribution et de traitement au début de 2024.

### Service clientèle
Dans le domaine du service client, Postfinance dispose de conseillers clients et d'un centre d'appel. En novembre 2017, Postfinance a lancé un chatbot développé par ELCA Informatique en allemand sur son site web, suivi par la version française en octobre 2018,.

## Sponsoring
Postfinance est régulièrement sponsor dans le domaine du hockey sur glace. Depuis 2001, elle est le sponsor de la National League, la ligue suisse masculine de hockey sur glace la plus élevée,. Postfinance est également, depuis la saison 2022/23, le principal partenaire des droits de nom et de dénomination de la Women’s League, la ligue suisse féminine de hockey sur glace. La ligue est donc également connue sous le nom de Postfinance Women’s League. Le trophée PostFinance Top Scorer porte également le nom de Postfinance et récompense les joueurs de hockey ayant marqué le plus de points (buts et passes décisives) pendant la saison régulière. Les points marqués sont également liés à des fonds sponsorisés par Postfinance pour soutenir la formation des jeunes joueurs des clubs de hockey,.
En 2007, la BernArena, la plus grande patinoire de Suisse, a été renommée PostFinance Arena,. En 2022, Postfinance a prolongé ses droits de dénomination pour la patinoire de trois années supplémentaires.
Sous le nom de « Money Fit », Postfinance propose des formations destinées à enseigner aux enfants et adolescents des compétences pour mieux gérer l'argent,,. En 2023, Postfinance a lancé un nouveau format de discussions appelé « Real Talk », où des personnalités connues abordent des sujets liés à l'égalité des sexes.